# Florencia (Caldas)
Florencia, un centro poblado del departamento de Caldas bajo la jurisdicción del municipio de Samaná, se destaca por su belleza natural y su rica historia. Florencia se erige como el centro poblado más grande del territorio samaneño. 

## Superficie
En el territorio florentino, la mina de oro llamada La Bretaña jugó un papel crucial en el desarrollo económico de Samaná en sus primeros años, empleando a 250 trabajadores de la zona. La herencia cultural y religiosa de Florencia se refleja en el Templo Nuestra Señora de la Asunción, una construcción dedicada a la Asunción de María, una creencia predominante en la iglesia católica local. 

## Historia
En sus inicios, esta tierra se conocía como San Narciso y pertenecía a Sonsón. Fue en 1895 cuando adoptó el nombre de Florencia, en honor al sacerdote Florencio Sánchez, quien descubrió las minas de oro y los termales de la vereda Santa Marta. La apertura de la carretera en 1990 que conecta a Florencia con Samaná marcó un hito significativo en su desarrollo, facilitando el acceso a la reserva natural más grande del departamento de Caldas, hoy conocida como el Parque Nacional Natural Selva de Florencia. Esta reserva alberga especies endémicas de gran majestuosidad, convirtiéndose en un tesoro de biodiversidad.
En el territorio florentino existió una mina de oro llamada La Bretaña, que sirvió para el desarrollo económico de Samaná en los primeros años de vida, toda vez que llegó a tener a su servicio 250 trabajadores, todos ellos pobladores de la zona. Entre 1979 y 1995 este centro poblado intentó ser municipio, pero todas las iniciativas fueron archivadas.El 27 de noviembre de 1999 miembros del Frente 47 de las FARC asesinaron a cuatro personas en el centro poblado Florencia. Los guerrilleros llegaron a un lugar conocido como ‘El Codo’, entraron al bar El Cafetero y asesinaron a cuatro personas que tenían previamente identificadas. Luego destruyeron el lugar con explosivos, la detonación dejó herido a un poblador que pasaba por el lugar.

## División territorial
Además, del centro poblado Florencia. Tiene las siguientes veredas: La Abundancia, Bomboná, La Gallera, La Sofía, Buena Vista Baja, Buena Vista Alta, La Reina, Cristales, Mercedes, El Congreso, La Palma, Raudales, La Floresta, El Abejorro, San Lorenzo, La Balsa, Las Margaritas, El Bosque, Buenos Aires, El Recreo, Santa Martha Alta, Santa Martha Baja, Dulce Nombre, Montesory, Montecristo, La Cabaña, La Bella, La Bretaña, San Vicente, El Roble, La Beiba, El Triunfo, Villa Hermosa, San Lucas, Jardines, El Porvenir, Guayaquil, La Italia, La Morabia, Las Encimadas, San Antonio, La Viña, Paramito, La Estrella, La Aguadita.